# Carangoides coeruleopinnatus
Cá hoắc (Danh pháp khoa học: Carangoides coeruleopinnatus) là một loài cá biển trong họ cá khế phân bố ở khắp các vùng biển nhiệt đới và cận nhiệt đới của đại dương từ Thái Bình Dương và Tây Ấn Độ Dương, từ Nam Phi ở phía tây Nhật Bản và New Caledonia ở phía đông, và đỉnh phía nam Úc.

## Phân loại
Chúng chính thức được phân loại trong chi Carangoides, một trong một số nhóm cá gọi là trevally. Carangoides tiếp tục phân loại trong họ cá khế, chính nó là một phần của thuộc phân bộ Percoidei và Perciformes. Các loài đã được mô tả lần đầu tiên một cách khoa học và được đặt tên bởi nhà tự nhiên học người Đức Eduard Rüppell vào năm 1830 dựa trên mẫu vật thu được từ các vùng nước của Biển Đỏ. Ông đã đặt tên cho loài mới Caranx coeruleopinnatus

## Phân bố
Chúng được phân bố rộng rãi trên khắp các vùng biển nhiệt đới và cận nhiệt đới của Ấn Độ Dương và Tây Thái Bình Dương, giới hạn phía tây của nó là ở bờ biển phía đông châu Phi, từ Nam Phi và Madagascar bắc đến Biển Đỏ và Vịnh Ba Tư, với số lượng dao động mở rộng về phía đông dọc theo bờ biển của Ấn Độ, bao gồm Sri Lanka. Loài này được phân phối trên bờ biển châu Á bao gồm cả Trung Quốc và Thái Lan, và khắp Đông Nam Á và chuỗi hòn đảo của Indonesia mở rộng tới miền bắc Australia. Ở Thái Bình Dương, phạm vi của nó kéo dài về phía bắc Đài Loan và Nhật Bản, và phía đông để một số nhóm đảo nhỏ, trong đó có Tonga, Samoa và New Caledonia. 

## Đặc điểm
Loài này được tìm thấy trên các rạn san hô ven biển sâu, chúng là cá săn mồi đơn độc, săn mồi cá nhỏ bao gồm động vật giáp xác, cá nhỏ và thân mềm. Chúng chưa được nghiên cứu, và như vậy có rất ít thông tin về sinh học và sinh thái của nó. Loài này được biết là có cả ở bãi cát ngầm nhỏ, răng khá yếu. Nó là một loài cá khá chậm chạp so với các thành viên khác trong họ cá khế. Loài này là đối tượng đánh bắt thủy sản trên phạm vi sinh sống của nó bằng một số phương pháp đánh bắt và có giá trị thương mại nhỏ. 